# 中韩街道
中韩街道是中华人民共和国山东省青岛市崂山区下辖的一个街道，位于青岛市区东部。2017年4月，中韩街道一拆为二，部分社区划归新成立的金家岭街道。

## 行政区划
中韩街道下辖西韩社区、北村社区、中韩社区、东韩社区、车家下庄社区、宋家下庄社区、河南社区、刘家下庄社区、李家下庄社区、张家下庄社区、孙家下庄社区、董家下庄社区、南张社区、郑张社区、文张社区、张村社区、枯桃社区、牟家社区、春光山色社区、温哥华社区、华都社区。